# シーテッド・トライセップス・エクステンション
シーテッド・トライセップス・エクステンション(seated triceps extension)は、ウエイトトレーニングの種目の一つ。上腕三頭筋の長頭を鍛えることができる。

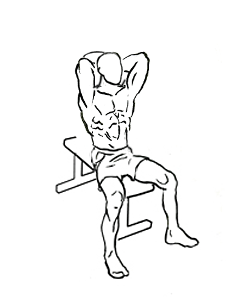
シーテッド・ダンベル・トライセップス・エクステンション(スタート)

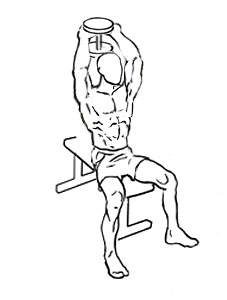
シーテッド・ダンベル・トライセップス・エクステンション(フィニッシュ)

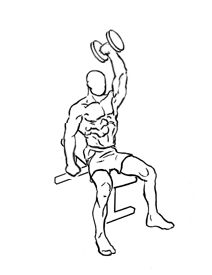
シーテッド・ワンハンド・ダンベル・トライセップス・エクステンション(スタート)

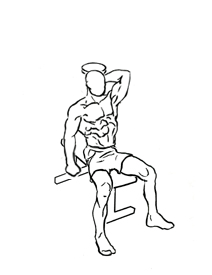
シーテッド・ワンハンド・ダンベル・トライセップス・エクステンション(フィニッシュ)

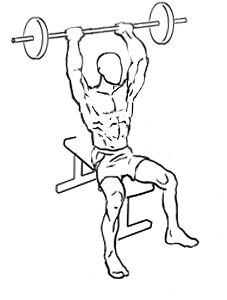
シーテッド・バーベル・トライセップス・エクステンション(スタート)

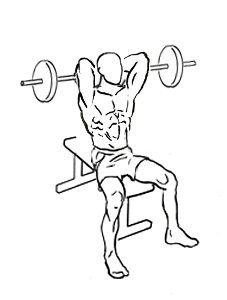
シーテッド・バーベル・トライセップス・エクステンション(フィニッシュ)

## 動作

### シーテッド・ダンベル・トライセップス・エクステンション
1. 片手にダンベルを持ってベンチに座り、反対の手を大腿の上に置き、その上にダンベルを縦に乗せる。
2. ダンベルの外側底面を手で押さえたまま、脚の反動を使ってダンベルを肩の上に乗せ、外側底面を押さえている手をダンベルの重りの部分の内側を押さえるように持ちかえる。最初にダンベルを持っていた方の手もダンベルの重りの部分の内側を押さえるように持ちかえ、頭の後ろにダンベルを構える。
3. 息を吐きながら腕を伸ばしていく。
4. 息を吸いながら元の姿勢に戻る。
5. 3~4を繰り返す。

### シーテッド・ワンハンド・ダンベル・トライセップス・エクステンション
1. 片手にダンベルを持ち、ベンチに座る。腕を伸ばして頭上に持ち上げ、手のひらが前方を向くようにして構える。
2. 息を吸いながら頭の後ろにダンベルがくるように腕を曲げていく。
3. 息を吐きながら元の姿勢に戻る。
4. 2~3を繰り返す。

### シーテッド・バーベル・トライセップス・エクステンション
1. 両手でオーバーグリップでバーベルを持ち、ベンチに座り、アップライト・ロウの要領で肩の高さまで上げる。肘をバーベルの下に移動させ、ショルダー・プレスの要領で腕を伸ばして頭上にバーベルを構える。
2. 息を吸いながら頭の後ろにバーベルがくるように腕を曲げていく。
3. 息を吐きながら元の姿勢に戻る。
4. 2~3を繰り返す。